# Wolin
Wolin (tyska och äldre svenska: Wollin) (pomeranska: Wòlin) är en ö i nordvästra Polen. Den avgränsas av Östersjön i norr, Dziwna i öster, Oderlagunen i söder och Świna i väster. Administrativt tillhör ön Västpommerns vojvodskap.

## Geografi
Ön har en yta på 265 kvadratkilometer och är därmed Polens största ö. Dess högsta punkt är Grzywacz på 115 meter över havet. På ön ligger staden med samma namn, den tidigare slaviska bosättningen och senare hansestaden Wolin. På den norra kusten mot Pommernbukten i Östersjön ligger kurorten Międzyzdroje och vid sundet Świna i väster ligger de östra stadsdelarna av hamnstaden Świnoujście.  
Förutom Świnoujście, som är ett självständigt stadsdistrikt, räknas resten av ön administrativt till distriktet Powiat kamieński i Västpommerns vojvodskap. 
I området kring Międzyzdroje i mitten av ön ligger Wolin nationalpark.

## Historia
På 700-talet var Wolin en av Europas största bosättningar. 
På ön, som vikingarna kallade Jumne, finns ruiner av vad som kan vara vikingaborgen Jomsborg där jomsvikingarna bodde under 900-talet, eller en förebild för en legend om dem. 1083 förstördes staden vid ett danskt anfall, vilket innebar slutet för jomsvikingarnas brödraskap. Ön kom senare att lyda under hertigdömet Pommern.
Under trettioåriga kriget erövrades Wolin av svenskarna 1630 och tillföll jämte ön Usedom (Uznam på polska) Sverige vid Westfaliska freden 1648. År 1720 avträddes Wolin till Preussen. Ön hade fram till 1945 och slutet av andra världskriget en huvudsakligen tysktalande befolkning. Vid Jaltakonferensen och Potsdamkonferensen gick de västallierade segrarna med på Stalins krav om att Sovjetunionens gräns mot Polen (på f.d. polskt område) i stort skulle ligga i enlighet med Molotov-Ribbentropavtalet från 23/8 1939 och följa Curzonlinjen samt att Polen skulle kompenseras med de tyska områdena Oberschlesien, Niederschlesien, södra Ostpreussen, Danzig, Hinterpommern samt ostligaste Vorpommern, vartill Wollin hörde. Den dåvarande tysktalande befolkningen tvångsförflyttades till dagens Tyskland och området återbefolkades av huvudsakligen polsktalande flyktingar från de östra delarna av Mellankrigspolen.